# Diseases Database
Diseases Database (транскр. Дизизиз дејтабејс, прев. „База података о болестима”) веб-сајт је који бесплатно пружа информације о хуманим болестима, лековима, знацима и симптомима разних обољења. База података је у власништву Medical Object Oriented Software Enterprises Ltd, мале компаније са седиштем у Лондону.
База података је интегрисана у Уједињени систем медицинске терминологије (енгл. Unified Medical Language System), интелигентни аутоматизовани систем који проучава биомедицинске појмове и њихове међусобне везе, како би се корисницима олакшало тражење потребних информација.